# Элфи
«Элфи» (англ. Alfie) — фильм режиссёра Льюиса Гилберта. Драма с элементами комедии, выпущенная в Великобритании в 1966 году. Экранизация одноимённой пьесы Билла Нотона, который выступил сценаристом фильма. Картина удостоена 9 наград и 16 номинаций (включая 5 на «Оскар») различных кинофорумов мира. Заглавную роль исполнил Майкл Кейн.
В 1975 году в Великобритании выпущен фильм «Дорогой Элфи» (англ. Alfie Darling) — сюжетное продолжение картины 1966 года. Главную роль в нём исполнил Алан Прайс. В 2004 году вышел в прокат  американский одноимённый ремейк ленты с Джудом Лоу в титульной роли — «Красавчик Алфи, или Чего хотят мужчины» в российском прокате.

## Сюжет
Фильм-монолог молодого мужчины Альфреда «Элфи» Элкинса (Кейн). Цель и смысл его жизни — количество женщин, вступивших с ним в интимную связь. Каждое новое приключение он сопровождает продолжительной тирадой, обращённой к зрителю, в которой комментирует свои поступки и аргументирует их бесспорную правоту. При цинизме, отрицании принятой морали и самолюбовании, Элфи отличается определённой честностью позиции: сколько бы ни продолжалась связь — одну ночь или несколько лет, он не клянётся женщинам в любви и заранее предупреждает о невозможности брака. 
Начальная лёгкость фильма к финалу переходит в личную драму Альфреда, когда он присутствует при нелегальном аборте у одной из своих партнёрш. Важный образ, открывающий и завершающий фильм, — беспородная бездомная дворняжка на ярких улицах Лондона.

## В ролях
- Майкл Кейн — Альфред «Элфи» Элкинс
- Миллисента Мартин — Сидди
- Вивьен Мерчант — Лили
- Джулия Фостер — Гильда
- Джейн Эшер — Анни
- Шелли Уинтерс — Руби
- Денхолм Эллиотт — медик, производящий аборт

## Художественные особенности
В фильме использован художественный приём, обозначаемый в искусствоведении термином «разрушение четвёртой стены», когда персонаж по ходу действия прерывает свой контакт с партнёром по сцене и обращается с собственными комментариями к зрителям.

## Музыка в фильме
Музыка к картине была написана американским джазовым саксофонистом Сонни Роллинзом и позже вышла отдельным LP альбомом под одноимённым названием. Альбом достигал 17 места в списке журнала «Billboard» (в категории ритм-н-блюз). Главная тема фильма и саундтрека — «Alfie’s Theme» не имеет прямого отношения к популярной песне «Alfie» (What’s it all about). Последняя была написана Бертом Бакараком и Хэлом Дэвидом в качестве композиции, сопровождающей рекламную кампанию готового к выпуску фильма «Элфи».
Первый вариант этой песни был записан в конце 1965 года в исполнении Силлы Блэк. В версии для проката в США она добавлена в качестве сопровождения финальных титров в исполнении Шер. Позже в различных интерпретациях она звучала в выступлениях Дайон Уорвик, Барбры Стрейзанд, Стиви Уандера и других музыкантов.

## Критика
Критики как почти полвека назад, так и сегодня отзываются о фильме максимально позитивно.

Фильм делают харизматичный Майкл Кейн и остроумный сценарий. Они вместе работают на создание (образа) безжалостного ублюдка, который использует женщин, причиняет им боль. Впрочем, автор сценария и режиссёр показывают нам Элфи и с иной стороны, особенно в сценах, демонстрирующих его «чуткость» — привязанность к своему внебрачному сыну или помощь соседу по палате в лечебнице. <…> Следя за его (Кейна) игрой в этом фильме, вы почувствуете силу тех актёров Великобритании из поколения рассерженных молодых людей, которые вознеслись к славе в 1960-е.— DVD Journal
Американский киновед Эмануил Леви также наиболее высоко отзывается об актёрском мастерстве Майкла Кейна. Роль, объединившая в себе «кокни» и дон жуана, стала этапной в его карьере. Однако критик указывает на некоторые недостатки картины, среди которых сцена беспричинной драки в баре, неуклюжий эпизод крещения ребёнка, грубая параллель с дворняжкой. Ряд профильных изданий отмечают в фильме «скрытое жёноненавистничество».

## Награды
- 1966 год — Каннский кинофестиваль: специальный приз жюри — режиссёру Льюису Гилберту, номинация на Золотую пальмовую ветвь[2].
- 1967 год — Премия БАФТА: лучший дебют в главной роли — Вивьен Мерчант; номинации — за лучшую мужскую роль, за лучшую операторскую работу, за лучший фильм, за лучший сценарий, за лучший монтаж.
- 1967 год — премия «Оскар»: номинации — за лучший фильм, за лучшую мужскую роль, за лучшую женскую роль второго плана (Вивьен Мерчант), за лучшую музыку к фильму, за лучший адаптированный сценарий.
- 1967 год — «Золотой глобус»: лучший иностранный фильм на английском языке; номинации — за лучшую мужскую роль в драме, за лучшую режиссёрскую работу, за лучшую песню, за лучший сценарий, за лучшую женскую роль второго плана (дважды — Шелли Уинтерс и Вивьен Мерчант).
- ещё несколько наград и номинаций[10].